# گرتنا گرین

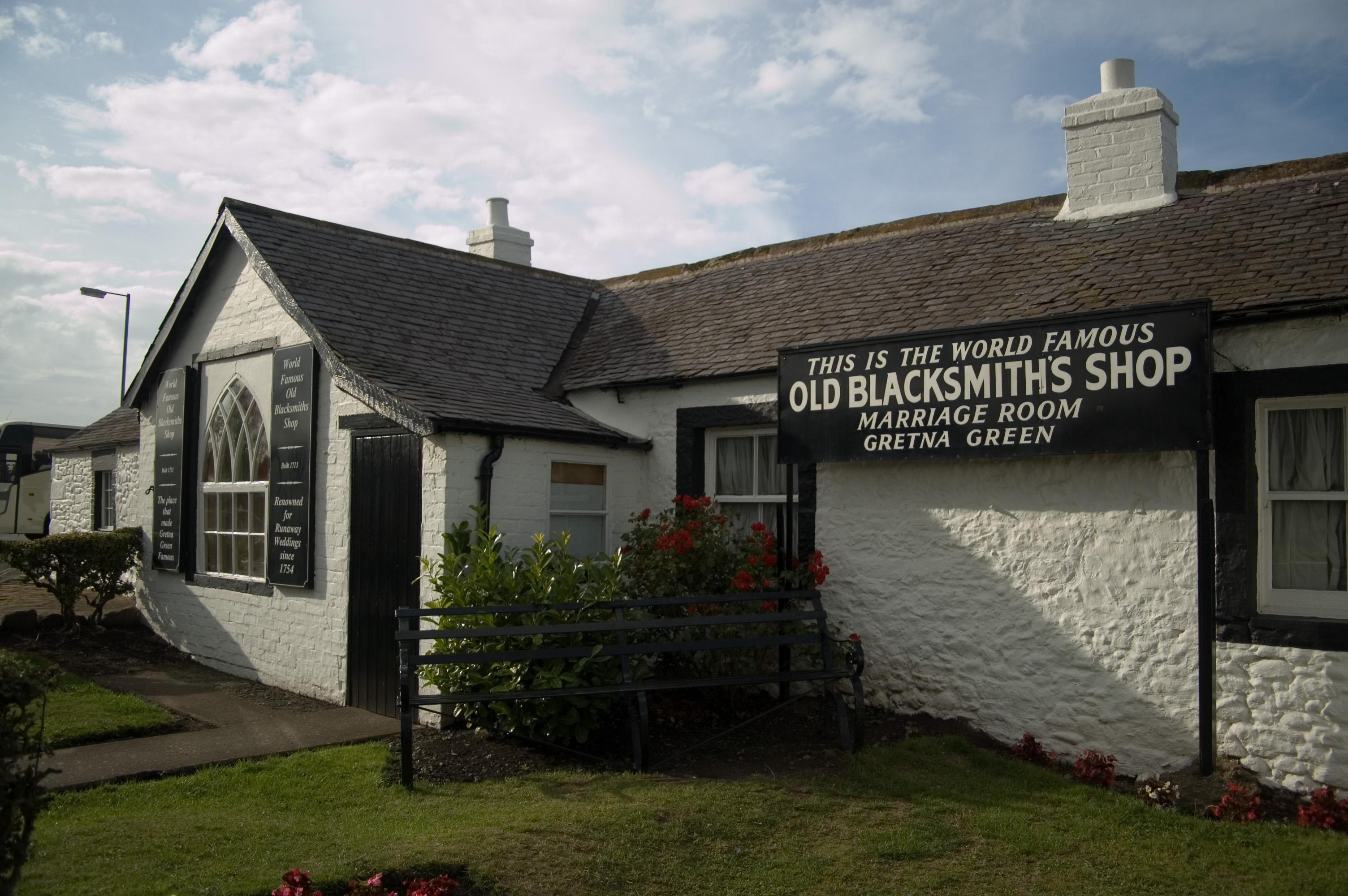
آهنگری معروف گرتنا گرین

گرتنا گرین (به انگلیسی: Gretna Green) نام دهکده‌ای در جنوب اسکاتلند در نزدیکی مرز انگلستان است که در گذشته از شهرت فراوانی برخوردار بود و علت آن، وجود آهنگری‌ای در این دهکده بود که آن دسته از زوج‌های انگلیسی‌ای که از نظر قانونی و به لحاظ سنی برای ازدواج با یکدیگر در داخل خود انگلستان مشکل داشتند به آنجا می‌رفتند و آهنگر، فارغ از تشریفات قانونی معمول، آنها را به ازدواج یکدیگر در می‌آورد. 
انجام این کار که خود به یک سنت بدل شده بود از ۱۷۵۴ تا ۱۹۴۰ ادامه داشت اما پس از آن چنین ازدواج‌هایی غیرقانونی اعلام شد.